# 魚化寨駅
魚化寨駅（ぎょかさいえき）は中華人民共和国陝西省西安市雁塔区に位置する西安地下鉄3号線の鉄道駅である。

## 駅構造
| G         | 地上                         | 出入口                                |
| B1        | ホール                       | 改札口、駅事務所                      |
| B2 ホーム | ■                            | 降車ホーム                            |
| B2 ホーム | 島式ホーム、左側のドアが開く |                                       |
| B2 ホーム | ■東行き                      | → ■3号線保税区駅方面 （丈八北路駅） → |

## 駅周辺
- 魚化寨

## 歴史
- 2016年11月8日 - 3号線が試運転開通。

## 隣の駅
西安地下鉄
■3号線
魚化寨駅 - 丈八北路駅